# Ralston Paterson
James Ralston Kennedy Paterson (Edimburgo, 21 maggio 1897 – Moffat, 31 agosto 1981) è stato un radiologo e oncologo scozzese.
Laureatosi a Edimburgo, all'Edinburgh Medical School, nel 1923, fece esperienza medica e radiologica in Sudafrica, alla Mayo Clinic e all'Edinburgh Royal Infirmary dove fu direttore del reparto radiologia, prima di diventare, nel 1931, direttore dell'Holt Radium Institute fino al 1962, anno del suo ritiro, per dedicarsi all'agricoltura.
Assieme a H. M. Parker, fisico e suo collega, fu l'ideatore del Radium Dosage System. Questo fu probabilmente il suo più importante contributo alla radioterapia.
Nel suo istituto giocò un ruolo fondamentale nel separare la radiologia nelle sue due parti principali, la radiodiagnostica e la radioterapia, per massimizzare il beneficio di entrambe le discipline. Si assicurò inoltre che continuassero ad essere strettamente connesse e mantenute sullo stesso piano all'interno della Facoltà di Radiologia, della quale egli fu architetto, membro fondatore e primo presidente.

## Biografia
Nato il 21 maggio 1897 da una famiglia borghese, primo di quattro figli, è conosciuto anche come figlio della canonica per i suoi numerosi parenti religiosi, tra cui il padre stesso.
Fu un brillante studente sin da giovane e al compimento della maggiore età si arruolò nell'esercito britannico, per combattere nella prima guerra mondiale, distinguendosi anche in questa occasione.
Successivamente si laureò con lode all'Edinburgh Medical School, dove conobbe la sua futura moglie e collega, Edith Irvin Jones. Fece esperienza in vari istituti, allora all'avanguardia nello studio delle emergenti tecniche radiologiche; fu direttore dell'Holt Radium Institute fino al 1962.
Nell'arco di 5 anni riuscì a fare di un istituto locale il centro mondiale all'avanguardia della radioterapia.
Fu il leader di un gruppo di radiologi che volevano trasformare la radioterapia da una cura per lo più palliativa a una pratica curativa efficace nel trattamento dei tumori.
Il suo risultato più famoso il cosiddetto Radium Dosage System, sviluppato assieme a Parker. Fu pioniere nel calcolare con precisione intensità e localizzazione della radiazione ionizzante, mentre prima la radioterapia si basava su prove empiriche e talvolta dannose per i pazienti.
Conscio dell'importanza vitale di un accurato dosaggio delle radiazioni, portò avanti la fisica medica, nata poco tempo prima, e incoraggiò costantemente il suo sviluppo.
Scoprì che i pazienti reagivano in modo quasi uguale alle radiazioni ionizzanti, mentre prima si credeva che ognuno ne subisse un influsso differente. Ciò fu fondamentale per il calcolo dei livelli ottimali di dosaggio, partendo dall'osservazione dei risultati di un grande numero di casi diversi, trattati in modo da confrontarli per ottenere, alla fine, un sistema di dosaggio universale.
Fu pioniere nel centralizzare il reparto di radioterapia assieme all'unità periferica di radiodiagnostica.
Oltre al Radium Dosage System sviluppò, con J. L. Dobbie, ciò che fu chiamato in seguito terapia a raggi X small field, beam-directed e ampliò i ruoli delle cartelle mediche e delle statistiche mediche
Provò sempre a rendere quantitativi e ben definiti i suoi metodi, in modo da applicarli ovunque e non renderli dipendenti da un'esperienza particolare.
Rendendosi conto dell'importanza della ricerca, non solo incoraggiò i suoi colleghi a questo scopo, ma fondò anche due gruppi di ricerca fondamentali, guidati da Edith Paterson (sua moglie) e Walter Dale. Grazie a questi primi centri, sorsero poi i Paterson Research Laboratories.
Cercò costantemente tecniche alternative, sperimentando in modo continuo, e, rendendosi conto dell'importanza della divulgazione riguardo ai tumori, sviluppò con John Wakefield uno schema educativo regionale, supportato da un piccolo centro di ricerca che ne valutasse l'efficacia e il progresso delle sue tecniche.
Nel 1943 fu invitato dal governo australiano per illustrare le sue scoperte, nel 1949 fu premiato con il C.B.E. e l'anno dopo fu il primo (e tuttora unico) radioterapista ad essere presidente del Congresso Internazionale di Radiologia.
Fu il primo professore di radioterapia all'Università di Manchester; ottenne vari titoli onorifici, ricevendoli con soddisfazione, piacere e consapevolezza del proprio merito.
I suoi interessi furono limitati, a causa della passione per il proprio lavoro (prima la radioterapia, poi l'agricoltura).
60 dei suoi allievi ottennero la carica di Direttore in vari dipartimenti importanti di radioterapia, sia in Gran Bretagna, sia in altri 16 Paesi di tutto il mondo.
Trattava i suoi pazienti con cortesia e considerazione. I pazienti erano il suo primo pensiero e aveva un occhio di riguardo anche per coloro che attendevano il proprio turno con una certa ansia e preoccupazione, sostenendo che si dovesse portare loro “un po' di luminosità e conforto".
Dopo anni di studio in cui la passione verso la ricerca e il suo stesso lavoro aumentarono costantemente, morì nel sonno il 31 agosto 1981.